# Pejzaż z kasztanowcem
Pejzaż z kasztanowcem (niem. Landschaft mit Kastanienbaum) – obraz olejny Ernsta Ludwiga Kirchnera, namalowany latem 1913 roku podczas pobytu na wyspie Fehmarn, przedstawiający jedno z rosnących tam drzew. Obraz został nabyty na aukcji w 1996 roku i od tamtej chwili znajduje się jako depozyt w zbiorach Muzeum Thyssen-Bornemisza w Madrycie.

## Okoliczności powstania
Pejzaż z kasztanowcem został namalowany na wyspie Fehmarn na Bałtyku latem 1913 roku. Obrazy namalowane wówczas przez Kirchnera dzielą się na trzy główne kategorie: sceny plażowe, często z nagimi postaciami; studia okolicznego krajobrazu, w tym gospodarstwa Staberhof i pobliskiej latarni morskiej Staberhuk (artysta kilkakrotnie odwiedzał latarnika i jego rodzinę podczas kilku swych wizyt na Fehmarn) oraz obrazy przedstawiające gęste lasy i bujną roślinność i bogactwo dzikich kwiatów. Kilka obrazów namalowanych w 1913 roku na Fehmarn w ukazuje też pojedyncze drzewa lub poszczególne ich gatunki.

## Opis
Pejzaż z kasztanowcem charakteryzuje nerwowa intensywność, jeśli chodzi o użycie farby, co było nowością w sztuce Kirchnera. Tendencja ta osiągnęła swój punkt kulminacyjny w obrazach namalowanych przez niego tuż przed I wojną światową, przedstawiających berlińskie sceny uliczne i prostytutki i stanowiących w pewnym sensie miejski odpowiednik jego obrazów z wyspy Fehmarn. Choć ich temat jest uderzająco różny, to obie grupy obrazów cechuje kompozycyjna zawiłość, wyrażona w ekstatycznych, wizjonerskich walorach, niespotykanych w innych pracach artysty. Sam Kirchner oceniał doświadczenia artystyczne z wyspy Fehmarn jako szczególnie istotne dla swego własnego rozwoju, a w jednym z listów przyznał, że jego namalowany wówczas obraz nosi wpływy Paula Gauguina, zaś barwy ochry, zieleni i błękitu, cechujące wybrzeża wyspy Fehmarn porównał do bogactwa roślinności południowego Pacyfiku.